# Tertullian
Quintus Septimius Florens Tertullianus, eller blot Tertullian, (ca. 160-225) regnes for en af oldkirkens mest betydningsfulde teologer og var en af kirkefædrene. Han var en veluddannet borger i den nordafrikanske by Kartago i det nuværende Tunesien, og efter sin konvertering til kristendommen i 30-årsalderen blev han en ivrig fortaler for den kristne tro.
Tertullian var den første af kirkefædrene, der skrev på latin, og selv om mange af hans værker i dag er gået tabt, er der mange vidnesbyrd om, at hans skrifter og teologi havde stor udbredelse og nød anerkendelse i eftertiden. Hans skrivestil var meget aggressiv og både sarkastisk og humoristisk, med stor sans for paradokser. Han er tillagt udsagnet Credo quia absurdum (= Jeg tror, fordi det er absurd), men det kan ikke påvises i hans skrifter. 

## Biografi
Tertullian var søn af en centurion og blev jurist. Hans skrifter røber nært kendskab til romerretten. Han kunne græsk, og skrev værker på græsk, som er gået tabt. Opvokset som hedning delte han samtidens udbredte mistro til de kristne. Som voksen blev han selv omvendt, senest i 197, og udviste stor iver i sin tro. Han blev præsteviet. Mod gnostikerne argumenterede han med paradokser: "Guds søn er død; det er troværdigt, fordi det er tåbeligt. Og han er begravet og opstanden; det er sikkert, fordi det er umuligt." På andre steder fremhæver han imidlertid fornuften som en gave fra Gud, der gør det muligt for mennesket at lære Gud at kende. Hans bevis for, mennesket har en medfødt følelse af Guds godhed, er udråb som "Gud give!" og "Gud velsigne dig!" som man også hørte fra hedninge. "Og når de siger sådan, ser de ikke op mod Capitolium, men mod himlen,» skriver Tertullian. "Hvilket vidnesbyrd af sjælen, der af natur er kristen!" Han skabte udtryk som "arvesynd", "treenighed" og "sakramente" og er således medskaber af det latinske kirkesprog. Som den første talte han om en nedarvet syndig tilstand, og den første, der benyttede de senere anerkendte formler, om guddommen som "tre personer", men "ét væsen", og at Kristus forener "to naturer" (substanser) i "én person". Som jurist gav Tertullian de kristelige forestillinger et juridisk præg: Menneskets gudsforhold opfattes ikke som det far-og-barn-forhold, Jesus lagde op til, men som et retsforhold; for ved dåben får man nok tilgivelse for tidligere synder, men forpligter sig også, nemlig til at opfylde "Kristi nye lov" og opnå evigt liv som belønning. Ved almisse, bøn og faste ikke blot følger man den nye lov, men kan også gøre mere, end man har forpligtet sig til, og derved erhverve sig "fortjeneste" hos Gud. Det sker bedst ved et martyrium. 
Tertullian hørte til de kristne, der ikke havde verdens fornyelse som sit ideal, men derimod verdens forsagelse. Han var asket og kritiserede skarpt, at kvinder pyntede sig, for de burde ifølge ham foragte skønheden, hvis de ikke besad den, og forsømme den, hvis de faktisk var kønne. Skønhedsmidler var et forkasteligt forsøg på at forbedre Guds skaberværk. Skuespillere var efter hans mening løgnere, der påtog sig et andet køn og en anden alder; dog glædede han sig til det store skuespil på dommedag, hvor han skulle se sine fjender skælve for Kristi domstol og omspændes af helvedes ild. Tertullian kritiserede også deltagelse i det offentlige liv og militærtjeneste og angreb gladiator- og dyrekampenes grusomhed. 
Han kaldte friskt kvinder for "Satans port" og brydning Satans værk. I sit værk om faste hævdede han, at kun det magre, asketiske legeme har håb at passere frelsens snævre port. I Om forestillingerne vedgik han, at Bibelen omtaler stadion og sport; men frarådede alligevel al idræt og dens formålsløse hop og kast, nøgenhed og tåbelige handlinger af muskelmænd, gødet ud over den størrelse, Gud har skabt mennesket i. Han så frem til dommedag, da idrætsmænd ligesom skuespillere, filosoffer og digtere - ifølge ham - skal fortæres i helvedes flammer.  Han talte om "cirkus' galskab, teatrets skamløshed og arenaens grusomhed." Som de andre kirkefædre advarede han mod blandede ægteskaber, da det ville være svært for en kristen kvinde at leve efter sin tro i et hedensk hjem.
Efter år 206 vendte han sig til montanismen, som hævdede, at Kristi genkomst omsider var nær, og at man i mellemtiden skulle faste strengt og leve i ugift stand. Biskopperne samledes på synoder og afviste de nye profeter under henvisning til, at det, kirken behøvede, fandtes hos den gamle pagts profeter og den nye pagts apostle. Tertullians endelige brud med kirken fandt sted i årene 211-213. Efter at have skrevet endnu mere giftigt mod kirken end mod hedninger, vendte han sig også fra montanisterne og grundlagde sin egen sekt. Denne forsonede sig med kirken under Augustin. Ifølge Hieronymus blev Tertullian meget gammel. 

## Teologi
Meget af kristendommens klassiske dogmatik blev formuleret af Tertullian. Han bidrog til Bibelens kanondannelse og formulerede som den første kirkens treenighedslære. Han var også fortaler for fastholdelsen af kristendommens jødiske ophav, herunder Det Gamle Testamente, og dermed bidrog han til at adskille kristendommen fra antikkens græskinspirerede filosofi og religion.
Tertullian regnes blandt apologeterne ("forsvarer" på græsk, dvs. «trosforsvarer») tillige med eksempelvis Justin Martyr og Tatian.

## Skrifter
Han skrev en lang række værker. Det præcise antal er ukendt, men i hvert fald 31, der spænder vidt, fra apologier fra 197 til et angreb på en biskop, sandsynligvis pave Callistus 1. (efter 218). Callistus blev angrebet af både Tertullian og Hippolytus for at have tilladt kommunion for dem, der havde begået ægteskabsbrud og hor, når blot de viste anger. Paven baserede sit edikt på den magt over kirkens beslutninger, der var tildelt apostlen Peter og hans efterfølgere. "Hvem er du, der ødelægger og ændrer Herrens udtrykkelige hensigt, som overførte myndigheden til Peter personligt og ham alene?" spurgte Tertullian. 
Mest kendt er Apologeticum ("Forsvarsskriftet"), som er et systematisk forsvar for den kristne tro. I Adversus Praxean ("Mod Praxeas") formuleres treenighedsdoktrinen. I De praescriptione haereticorum ("Om kætternes forskrift") og i Adversus Marcionem ("Mod Markion") udfoldes Tertullians kritik og afvisning af gnosticisme og markionisme.